# Мориц фон Виндиш-Грец
Мориц фон Виндиш-Грец (на немски: Moriz von Windisch-Graetz; * 1587; † 10 февруари 1643) е фрайхер, господар на Виндиш-Грец (днес Словен градец, Словения) в Австрия.

## Произход
Той е син на фрайхер Йохан II фон Виндиш-Грец (1561 – 1589) и съпругата му Елизабет фон Ернау, вдовица на Раумшюсел. Внук е на фрайхер Якоб II фон Виндиш-Грец (1524 – 1577) и съпругата му фрайин Анна Мария Велцер-Ебершайн († 1580), вдовица на Кристоф Кевенхюлер-Айхелберг (1503 – 1557), дъщеря на Мориц IV Велцер-Ебершайн (1500 – 1555) и Мария Танцл фон Трацберг (1506 – 1560). Брат е на Йохан Леонхард фон Виндиш-Грец (* 1589; † 1650).
Синовете му са издигнати на граф през 1682 г. На 18 май 1822 г. родът е издигнат на князе.

## Фамилия
Мориц фон Виндиш-Грец се жени 1619 г. за фрайин Елизабет фон Лихтенщайн цу Мурау, наследничка на Зелтенхайм в Каринтия (* ок. 1599, кръстена на 5 декември 1599; † ок. 1650), дъщеря на Зигмунд фон Лихтенщайн, господар на Зелтенхайм († 1614) и Елизабет Грисер († сл. 1616). Те имат 12 деца:
- Йохан Якоб († сл. 29 ноември 1682), издигнат на граф 1682 г., женен на 23 юни 1658 г. за фрайин Елеонора Мария фон Вишер
- Йохан Адам (умира млад)
- Бенигна
- Елизабет
- Йохан Ернст I († 6 май 1669/1701), издигнат на граф 1682 г., женен на 28 януари 1657 г. за фрайин Барбара Терезия фон Кайзерщайн († 1723)
- Йохан Георг, свещеник
- Йохан Фридрих († 1689), женен 1656 г. за Барбара Сузана фон Щрасер цу Нойдек; има син граф:
  - Георг Лудвиг (1657 – 1700)
- Йохан Зигмунд (умира млад)
- Кристоф Мориц (умира млад)
- Йохан Вилхелм
- Анна Мария († ок. 24 ноември 1652), омъжена за фрйхер Фердинанд фон Вишер
- Магдалена, омъжена I. 1650 г. за фрайхер Бернхард фон Кулмер, II. за фрайхер Якоб фон Нойхауз